# 宮砥村
宮砥村（みやどむら）は、大分県直入郡にあった村。現在の竹田市の一部にあたる。

## 地理
- 山岳：緩木山、越敷岳[2]

## 歴史
- 1889年（明治22年）4月1日、町村制の施行により、直入郡次倉村、九重野村が合併して村制施行し、宮砥村が発足[1][2]。旧村名を継承した次倉、九重野の2大字を編成[2]。
- 1954年（昭和29年）3月31日、直入郡竹田町、玉来町、嫗岳村、城原村、菅生村、豊岡村、入田村、松本村、宮城村と合併し、市制施行し竹田市を新設して廃止された[1][2]。

### 地名の由来
宮砥荒神で知られる宮砥八幡社名より。

## 産業
- 農業[2]

## 交通

### 県道
- 1893年（明治26年）高千穂線開通[2]